# 兼田敏
兼田敏（日语：／ Kaneda Bin，1935年9月9日—2002年5月17日），日本作曲家。

## 生平
出生於滿洲國新京（现中華人民共和國吉林省長春市），在日本京都長大，中學時期是短號手。透過修讀京都市立堀川高等學校（即現時京都市立京都堀川高等學校）音樂課程，考入東京藝術大學作曲系，曾跟隨下總皖一學習。
其後成為岐阜大學教授、愛知縣立藝術大学教授，岐阜大學研究生學院教授，居於岐阜市。日本管打吹奏樂學會擔任顧問，日本樂隊診療室研習營（バンドクリニック）委員會代表，名古屋管樂指揮樂團指揮。
兼田敏與保科洋是東京藝術大學同期學生。兼田敏去世時，保科洋擔任了兼田敏樂葬執行委員會主席。

## 主要作品
- 管樂交響曲
- 管樂交響變奏曲
- 交響之音頭
- 五個影像
- 哀歌
- 序曲
- 帕薩卡里亞舞曲[1]
- 管樂民謠1
- 管樂民謠2
- 管樂民謠3
- 管樂民謠4
- 管樂民謠5
- 日本民謡組曲「男孩之歌」
- 開朗的高中生
- 《小婦人》進行曲
- 藍色海洋

### 全日本吹奏樂大賽課題曲
- 《青年之歌》（1964年）
- 《嬉遊曲》（1967年）
- 《寓言》（1973年）
- 《嗚呼!》（1986年）